# Kegelcelsatijnzwam
De kegelcelsatijnzwam (Entoloma tibiicystidiatum) is een schimmel behorend tot de familie Entolomataceae. Hij leeft saprotroof, in hooilanden op vochtige, zwak tot matig bemeste bodem.

## Kenmerken

### Uiterlijke kenmerken
De paddenstoel heeft een hoed van 10-15 mm breed, plat met een rechte rand, en verandert van kleur wanneer het nat is. De lamellen zijn bijna vrijstaand, dun en licht zalmroze van kleur. De steel is langwerpig, grijsbruin en heeft een farineuze geur.

### Microscopische kenmerken
De sporen meten tussen de 7.7 en 11 micrometer in lengte en 6,4 tot 9 micrometer in breedte. Ze zijn veelhoekig in zijaanzicht en bijna bolvormig als je ze recht van boven bekijkt. De basidia, de sporen dragende cellen, zijn 21 tot 35 micrometer lang en 10,5 tot 12,5 micrometer breed. Ze hebben een knotsvormige structuur en dragen meestal vier sporen, soms twee.
De cheilocystidia, de cellen op de rand van de lamellen, meten tussen de 17 tot 35 micrometer lang, 6 tot 8 micrometer breed en 2,5 tot 5 micrometer dik. Ze hebben vaak een dunne wand en kunnen een doorzichtige slijmlaag hebben op hun top. Er worden geen pleurocystidia gevonden, deze zijn cellen die zich op de zijkanten van de lamellen bevinden.
Het weefsel dat de hoed bedekt (pileipellis) is een slecht gedifferentieerde laag van cilindrische hyfen (schimmeldraden) van 2,5 tot 8 micrometer breed, en deze gaat geleidelijk over in het weefsel van de paddenstoel. Het weefsel van de hoed (pileitrama) bestaat uit cilindrische of opgezwollen elementen tot 31 micrometer breed. Er is sprake van een membranale pigmentatie die vaak de wanden van de hyfen bedekt in zowel het pileipellis als het pileitrama.

## Verspreiding
In Nederland komt de kegelcelsatijnzwam zeldzaam voor. Hij staat op de rode lijst in de categorie Gevoelig.